# Klaus Schmidt
Klaus Schmidt (Graz, 21 ottobre 1967) è un allenatore di calcio austriaco, vice allenatore del Monaco.